# Maurizio Montesi
Maurizio Montesi (Roma, 26 luglio 1957) è un ex calciatore italiano, di ruolo centrocampista.

## Biografia
Ideologicamente legato alle formazioni extraparlamentari di sinistra, Montesi è stato uno dei pochi calciatori a segnalarsi per impegno politico e per aver più volte espresso sulla stampa opinioni sul mondo calcistico "dietro le quinte".
Nel 1978 rilasciò un'intervista al quotidiano Lotta Continua nella quale accusava i dirigenti dell'Avellino di utilizzare il calcio a fini clientelari e i tifosi locali di non far niente per opporvisi. In una seconda intervista al settimanale Panorama del 12 novembre 1979, Montesi accusò le società di calcio di sostenere gli ultras con ingressi gratuiti allo stadio, pullman per le trasferte e finanziamenti; attaccò una classe politica che temeva di inimicarsi il serbatoio elettorale dei tifosi e i magnati del calcio che già allora avevano trasformato uno sport popolare in una macchina per far soldi e di non aver alcun interesse a fermare la violenza.

## Carriera

### Giocatore
Cresciuto calcisticamente nelle giovanili della Lazio, nella stagione 1977-1978 fu ceduto in prestito all'Avellino, dove contribuì, con 21 partite, alla storica promozione degli irpini in Serie A. Restò in Campania anche nell'annata successiva, in cui totalizzò 20 partite in A; all'inizio della stagione 1979-1980 rientrò alla Lazio.
Il 28 ottobre 1979, giorno dell'omicidio del tifoso laziale Vincenzo Paparelli in un derby di Roma, la mezzala laziale Montesi fu tra coloro che ritennero di non dover scendere in campo: fu convinto dalla maggioranza dei compagni che il suo gesto isolato non avrebbe cambiato niente.
Dopo esser diventato titolare della formazione allora allenata da Roberto Lovati, il 24 febbraio 1980 nella sfida esterna contro il Cagliari, in uno scontro con Giuseppe Bellini si fratturò tibia e perone. Il successivo 4 marzo, in un'intervista a la Repubblica rivelò, con settimane di anticipo rispetto all'inchiesta giudiziaria, lo scoppio dello scandalo del Totonero: per tutta risposta, Montesi fu coinvolto e squalificato per quattro mesi per omessa denuncia.
Rientrato in campo nella stagione Serie B 1981-1982, disputò undici incontri in due stagioni finché, il 27 febbraio 1983, nella gara contro la Sambenedettese, un nuovo infortunio alla stessa tibia, lo costrinse ad abbandonare definitivamente a 26 anni.
Ha giocato 42 volte in Serie A e 29 in Serie B.

### Dopo il ritiro
Lasciato il calcio, le cronache si occuparono di Maurizio Montesi per motivi extracalcistici. Nel 1984 fu arrestato a Londra per possesso di stupefacenti; nel 1992 fu condannato a 4 anni per traffico di stupefacenti.

## Palmarès
- Campionato Primavera: 1

Lazio: 1975-1976
- Campionato nazionale Dante Berretti: 1

Lazio: 1976-1977